# Epitafio épico del Cid

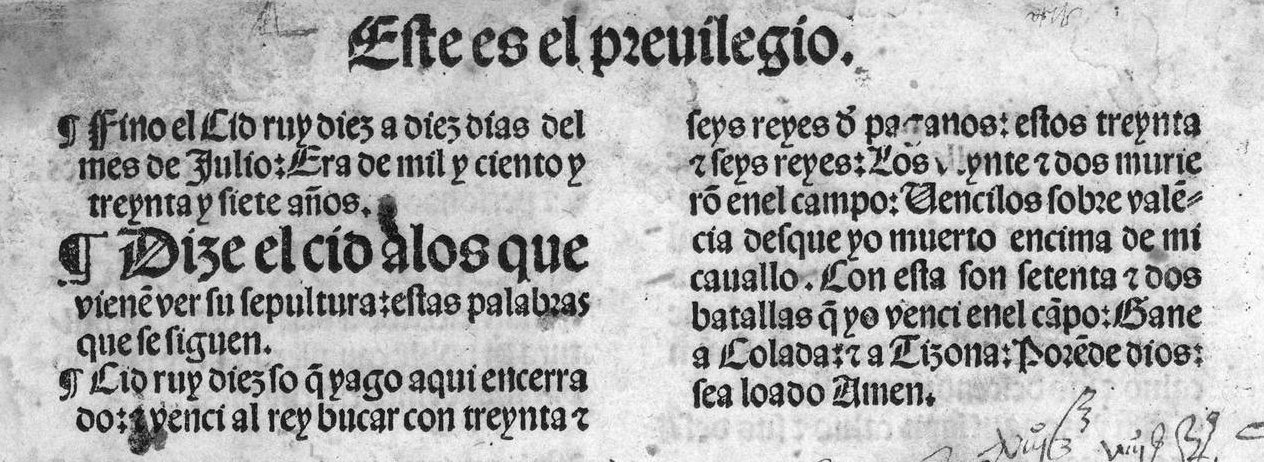
Texto del Epitafio épico del Cid (c. 1400) en un detalle de la parte superior del folio 115v.º de la Crónica del famoso caballero Cid Ruy Díez Campeador, Burgos, Fadrique de Basilea, 1512. Primera edición impresa de la Crónica particular del Cid, compuesta en el.

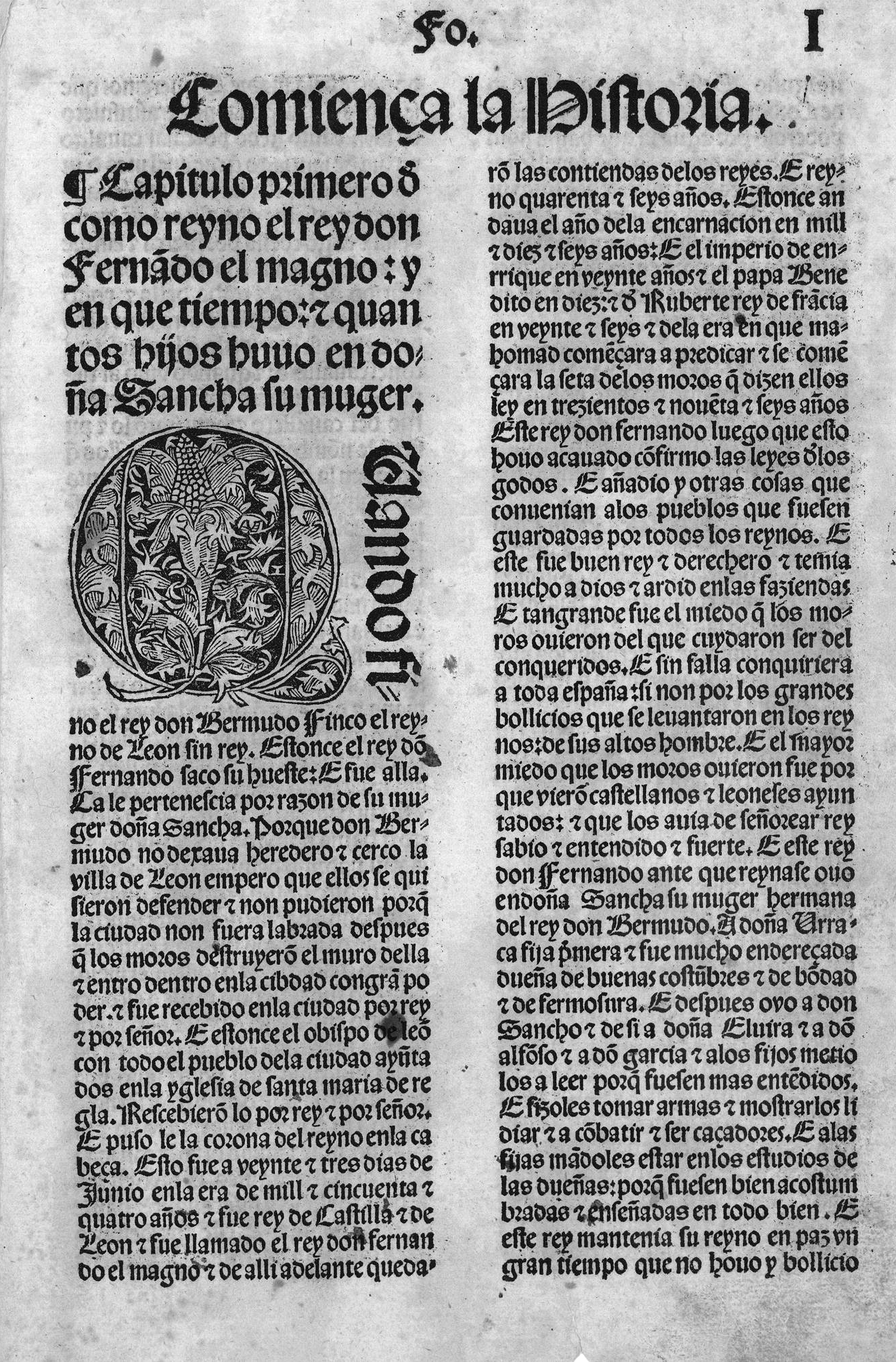
Folio 1r.º de la edición citada, donde se ha conservado el último poema español del género épico medieval.

El Epitafio épico del Cid es un breve texto de la épica castellana escrito a fines del siglo XIV (quizá c. 1400) en San Pedro de Cardeña como inscripción de la tumba de Rodrigo Díaz, que reza:

Cid Ruy Díez só, que yago aquí encerrado
e vencí al rey Bucar con treinta e seis reyes de paganos.
Estos treinta e seis reyes, los veinte e dos murieron en el campo;
vencílos sobre Valencia desque yo muerto encima de mi caballo.
Con esta son setenta e dos batallas que yo vencí en el campo.
Gané a Colada e a Tizona: por ende Dios sea loado.
Amén.

El Cid Ruy Díaz soy, que yago aquí encerrado
y vencí al rey Bucar con treinta y seis reyes paganos.
De estos treinta y seis reyes, veintidós murieron en el campo;
los vencí en Valencia después de muerto encima de mi caballo.
Con esta son setenta y dos batallas que vencí en el campo.
Gané a Colada y a Tizona: por ello Dios sea loado.
Amén.
Epitafio épico del Cid.

Se trata del último testimonio, tras las Mocedades de Rodrigo (c. 1360), de la vigencia de los cantares de gesta, y constituye un texto híbrido funerario de carácter heroico, hagiográfico y epigramático, pues aúna un epitafio puesto en boca del Cid, una composición clerical y un estilo y métrica que se adscribe a la épica medieval.
La narración en primera persona se señala en la edición impresa de 1512 de la Crónica particular del Cid —la que ha transmitido el Epitafio—,  con la introducción «Dice el Cid a los que vienen ver su sepultura estas palabras que se siguen» y luego en el primer verso «Cid Ruy Díez só, que yago aquí encerrado». De ese modo, se crea el recurso de que el propio héroe después de muerto hablaría desde su tumba al visitante de los lugares de culto cidiano del monasterio cardeñense, puesto que el contexto de la elaboración del poema epitáfico es el auge del culto al Cid que promovió el cenobio en el siglo XIV, devoción que declinó en el siglo siguiente. 
El poema consta de seis versos que estaban escritos en una placa colocada sobre el sepulcro del Cid en la iglesia románica de Cardeña, que fue reedificada en 1447, año en que desaparecería la inscripción funeraria. El texto se conserva gracias a que se incluyó en el folio 115v.º, que corresponde a los apéndices, de la edición de Burgos de 1512 de la Crónica particular del Cid titulada Crónica del famoso caballero Cid Ruy Díez Campeador, impresa por Fadrique Alemán de Basilea por iniciativa del abad Juan López de Belorado y los monjes del monasterio cardeñense. Aunque la fecha de edición es de 1512, su privilegio de impresión se data el 7 de octubre de 1511, momento en que la obra estaría ya terminada.
El contenido del Epitafio épico del Cid se hace eco de las tradiciones conocidas como estoria de Cardeña que se gestaron a lo largo del siglo XIII en dicha abadía y formaron un corpus que relataba, con tintes milagrosos, la muerte del héroe y sus hazañas póstumas. Este conjunto de relatos o Leyenda de Cardeña (terminada hacia 1280), pasó a formar parte de la Versión crítica de la Estoria de España (1282-1284) o Crónica de veinte reyes y de las crónicas alfonsíes posteriores, entre las que se encuentra la Crónica particular del Cid. Entre los motivos legendarios cardeñenses que proporcionan material narrativo a la inscripción épica está la hazaña de la victoria del Cid después de muerto montado en su caballo. Además, la dependencia del Epitafio de estas leyendas está probada por la coincidencia en las cifras mencionadas, como la de los treinta y seis reyes moros que comandaban el ejército de Bucar vencidos por Ruy Díaz.
Pese a la rareza del Epitafio, pues es muy breve para lo que es usual en la poesía épica y su composición se vincula con la clerecía, existe otro ejemplo de mixtura similar entre la estrofa de cuaderna vía y otro epitafio, el del obispo Sancho de Ávila, compuesto hacia 1332:

Don Sancho, obispo de Ávila, como señor honrado,
dio muy buen ejemplo, como fue buen prelado.
Fizo este monasterio de San Benito llamado
y diole muy grandes algos, por do es sustentado.
Epitafio del obispo Sancho de Ávila.